# Isla de los Sueños (parque temático)
Dream Island (en ruso: Остров мечты, Transcrito: Ostrov Mecty) es un parque de atracciones temático ubicado en el barrio Nagatinsky Zaton del Distrito Administrativo del Sur de Moscú, la capital de Rusia. Es la instalación de entretenimiento cubierta más grande de Europa, con 100 hectáreas de área total. El complejo se inauguró oficialmente el 29 de febrero de 2020 en presencia del presidente de la Federación de Rusia, Vladímir Putin, y el alcalde de Moscú, Serguéi Sobianin.

## Descripción
La construcción de Dream Island comenzó el 17 de marzo de 2016 en el espacio que anteriormente ocupaba el parque en honor a los 60 años transcurridos desde la Revolución de Octubre. El plan inicial preveía la apertura al público en 2018, pero más tarde la fecha de inauguración se trasladó a 2020.
El área total del sitio de construcción es de 100 hectáreas, mientras que la del edificio central es de 300,000 m². La fachada central del complejo está formada por un castillo y ventanas estilizadas.  La altura de la torre del castillo es de 75 metros. El proyecto del parque temático es del grupo de compañías de Regionsgroup propiedad del accionista Amiran Mutsoev. Las inversiones para la realización del proyecto han sido en total 1,5 mil millones de dólares, financiados por 37 millones de dólares por el banco VTB.

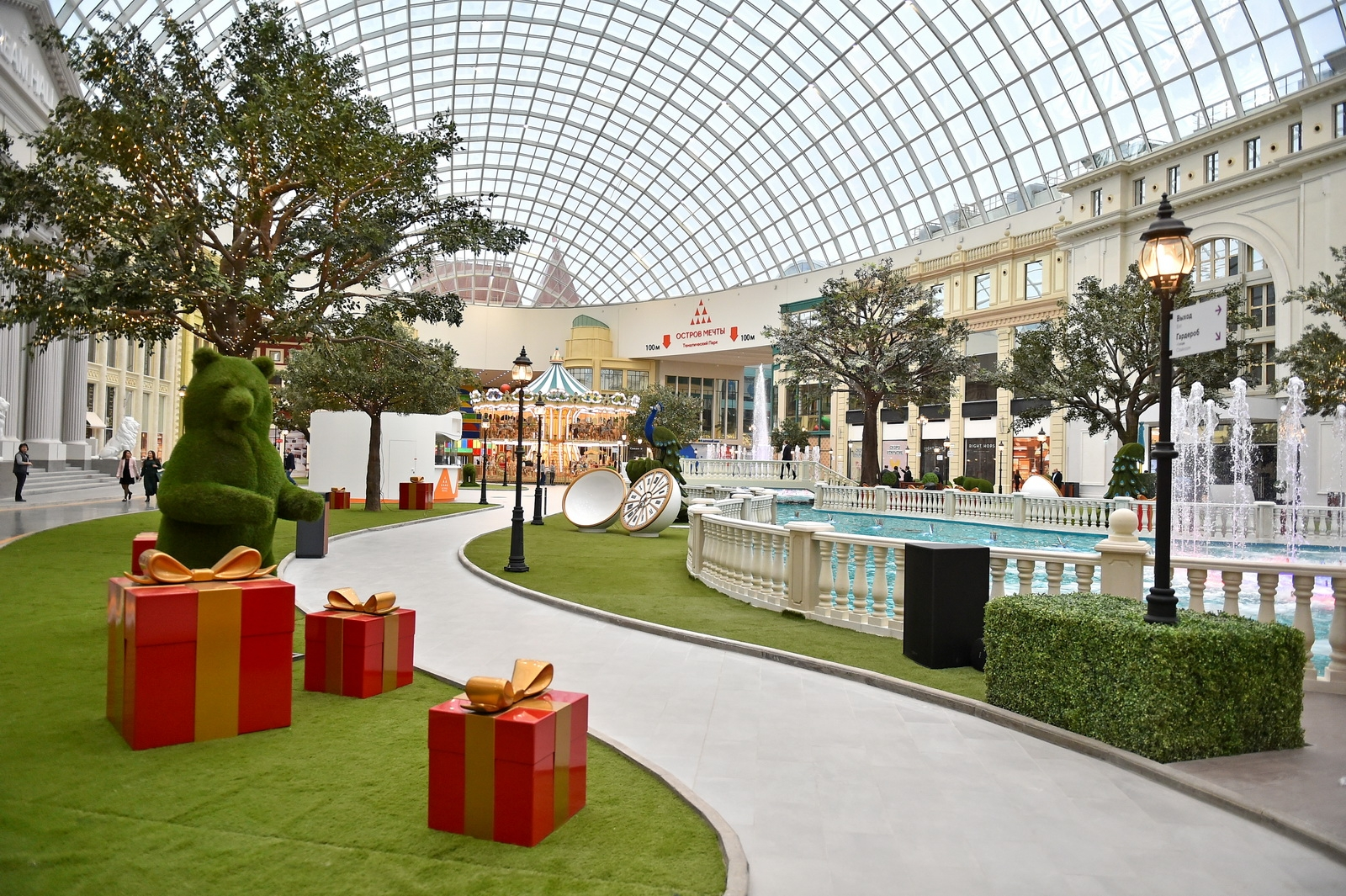
Área dedicada a Moscú

## Estructura
El parque de atracciones temático está encerrado en un solo edificio que consta de una parte occidental y otra oriental. En la parte occidental hay galerías comerciales de 220.000 m² de superficie, mientras que en la oriental están las atracciones. El área circundante ha sido reconstruida como una zona peatonal con una ribera de 2 km cerca del río Moscova. En 2017, el Ayuntamiento de Moscú anunció la construcción de una escuela de vela para niños, un hotel y un complejo de conferencias.

## Paseo ciudadano
El paseo ciudadano de Dream Island es un centro comercial cubierto dividido en 4 áreas temáticas que representan diferentes ciudades: Londres, París, Barcelona y Beverly Hills. Hay 3 atrios, cuyo centro está dedicado a Moscú. Cubierto por la cúpula de vidrio más grande de Europa de 8000 m² y 25 metros de altura. El área total del vidrio utilizado como techo es de 28,000 m². El paseo marítimo de la ciudad consta de 120 tiendas y un cine con 17 salas IMAX y un centro de conciertos de usos múltiples para 3500 personas.

## Parque de atracciones
Dream Island fue diseñado por las compañías británicas Cunningham Architects, Chapman Taylor y el italiano Land Milano. El territorio incluye 9 áreas temáticas y 35 atracciones para niños y adultos, 18 restaurantes y 10 tiendas. Las áreas temáticas son las siguientes:
- Pueblo de los sueños
- Pueblo pitufo
- Hello Kitty
- Tortugas ninja

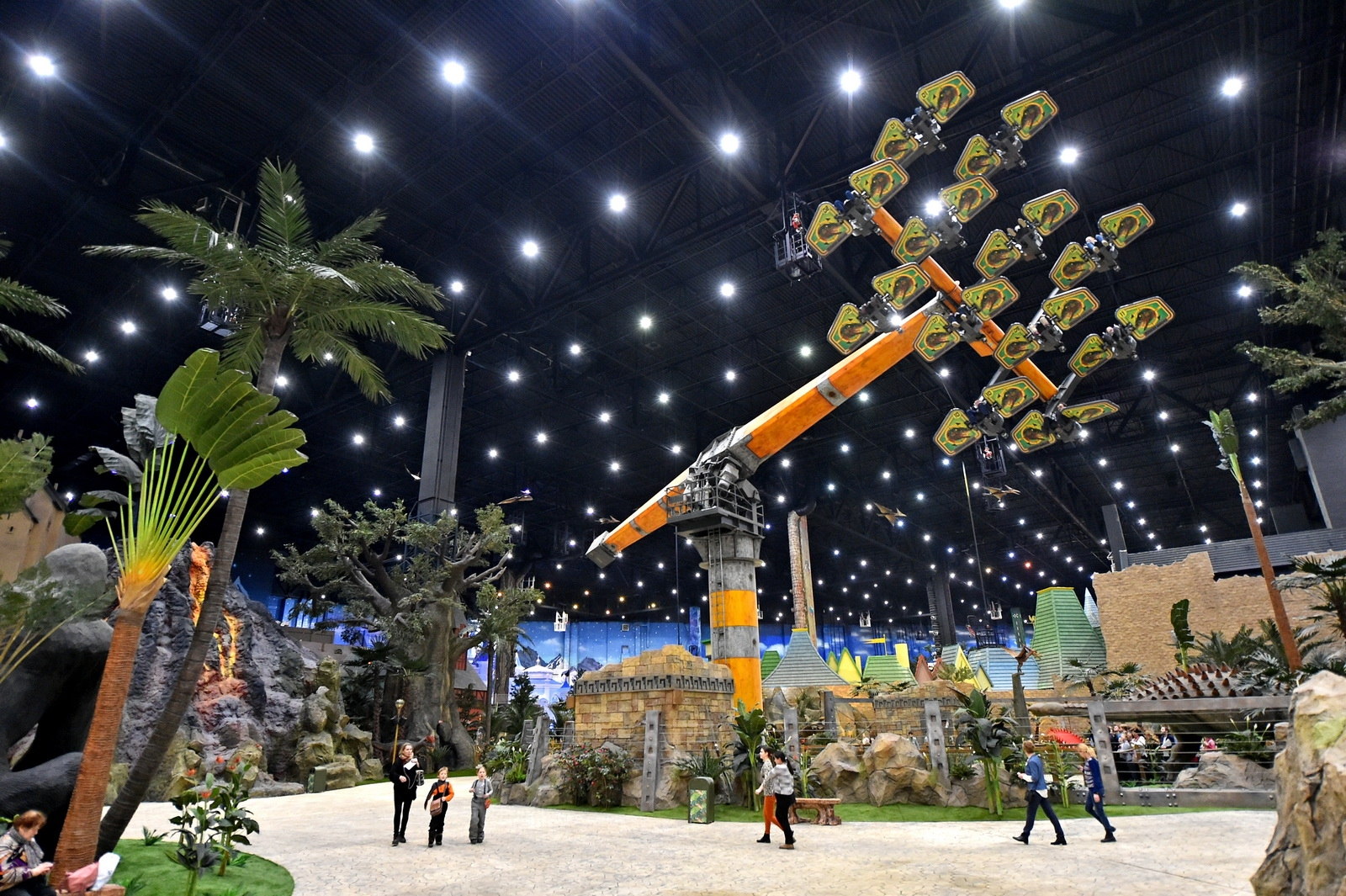

- -Mowgli en la tierra de los dinosaurios.
- Casa abandonada
- Hotel Tranylvania
- Carrera de sueños
- Castillo de la princesa encantada

## Transportes
Dream Island tiene estacionamiento para 4000 vehículos. Cerca del parque de atracciones se encuentra la estación del metro Technopark. El shattle gratuito S1 recorre la ruta del anillo central de Moscú ZIL-Dream Island.
El 25 de diciembre de 2019 se abrió el puente que conecta el barrio de Južnoportovyj con el territorio de Dream Island.